# Furio Fusi
Furio Fusi (Savona, 4 dicembre 1947) è un ex velocista italiano, specializzato nei 400 metri piani.

## Biografia
Inizia a gareggiare nel 1963 per la F.G. Savonese per passare poi nel 1967 alla Lilion Snia Varedo (poi SNIA Milano). Conclude la sua carriera di atleta nel 1973.
Nel 1966 migliora per due volte il record italiano dei 400 m per la categoria juniores.
Nel 1967 fu medaglia d'oro nella staffetta 4×400 metri ai Giochi del Mediterraneo di Tunisi, mentre l'anno successivo prese parte ai Giochi olimpici di Città del Messico, classificandosi al settimo posto, sempre nella staffetta, con i compagni Sergio Ottolina, Giacomo Puosi e Sergio Bello.
Ha partecipato agli Europei nel 1966 a Budapest (400 m e staffetta 4x400) e nel 1969 ad Atene (staffetta 4x400) nonché alla Coppa Europa del 1970 a Sarajevo e alla finale di Stoccolma. Ha partecipato inoltre alle Universiadi di Torino del 1970.
Dal 1966 al 1969 ha contribuito, come staffettista della 4×400 azzurra (varie formazioni), al miglioramento per sei volte del record italiano portandolo da 3'07"6 a 3'04"1.
Ha inoltre contribuito a migliorare per due volte il record italiano nella 4x400 per formazioni di club e ha contribuito a migliorare il record italiano nella 4 x 200 per formazioni di club.
Nel 1970 fu tre volte campione italiano assoluto nella staffetta 3×1-2-3 giri indoor, nei 400 metri piani e nella staffetta 4×800 metri all'aperto.
Dal 1967 al 1972 è stato campione italiano di società della staffetta 4 x 400 (varie formazioni).

## Record nazionali

### Juniores
- 400 metri: 47"5 ( Firenze, 10 luglio 1966)
- 400 metri: 47"3 ( Modena, 23 luglio 1966)

### Seniores
- Staffetta 4 x 400: 3'07"6 ( Modena, 24 luglio 1966) con Sergio Bello, Marco Petranelli e Roberto Frinolli (primato uguagliato)
- Staffetta 4 x 400: 3'06"5 ( Budapest, 4 settembre 1966) con Bruno Bianchi, Roberto Frinolli e Sergio Bello
- Staffetta 4 x 400: 3'05"8 ( Brescia, 21 luglio 1968) con Bruno Bianchi, Sergio Bello e Sergio Ottolina
- Staffetta 4 x 400: 3'05"5 ( Katowice, 18 agosto 1968) con Giacomo Puosi, Sergio Bello e Sergio Ottolina
- Staffetta 4 x 400: 3'04"8 ( Città del Messico, 19 ottobre 1968) con Giacomo Puosi, Sergio Bello e Sergio Ottolina
- Staffetta 4 x 400: 3'04"6 ( Città del Messico, 20 ottobre 1968) con Giacomo Puosi, Sergio Bello e Sergio Ottolina
- Staffetta 4 x 400: 3'04"1 ( Atene, 20 settembre 1969) con Giacomo Puosi, Sergio Bello e Claudio Trachelio
- Staffetta 4 x 400 per squadre di club: 3'11"1 ( Roma, 15 giugno 1968) con Antonio Palaro, Sergio Bello e Bruno Bianchi
- Staffetta 4 x 400 per squadre di club: 3'09"2 ( Milano, 2 luglio 1969) con Sergio Bello, Bruno Bianchi e Claudio Trachelio
- Staffetta 4 x 200 per squadre di club: 1'23"9 ( Milano, 1 luglio 1970) con Sergio Bello, Ennio Preatoni e Claudio Trachelio

## Progressione

### 400 m
| Stagione | Misura | Luogo       | Data  | Circostanza agonistica                             |
| -------- | ------ | ----------- | ----- | -------------------------------------------------- |
| 1964     | 49"6   | Milano      | 28-06 | Campionati Italiani - 2ª batteria                  |
| 1965     | 48"1   | Dole        | 08-08 | Triangolare Juniores Italia-Francia-Polonia - 2º   |
| 1966     | 47"3   | Modena      | 23-07 | Triangolare Italia-Ungheria-Svizzera - 1º          |
| 1967     | 48"0   | Brescia     | 12-08 | --                                                 |
| 1968     | 46"9   | Schweinfurt | 23-06 | Incontro Italia-Germania Ovest limite 21 anni - 1º |
| 1969     | 47"0   | Milano      | 29-06 | Campionati Italiani - 3º                           |
| 1970     | 47"0   | Milano      | 21-06 | Campionati Regionali Lombardi - 1º                 |
| 1971     | 47"7   | Roma        | 08-07 | Campionati Italiani - 7º                           |
| 1972     | 48"4   | Milano      | 05-07 | Notturna Interregionale - 4º                       |
| 1973     | 48"5   |             | 02-07 | Gara Regionale                                     |

Nel 1963 da allievo corse i 250 m in 29"8 e i 600 m in 1'26""3 risultando 8º in entrambe le specialità nelle graduatorie nazionali

## Top 10

### 400 m
| Stagione | Misura | Luogo         | Data  | Circostanza agonistica                             |
| -------- | ------ | ------------- | ----- | -------------------------------------------------- |
| 1968     | 46"9   | Schweinfurt   | 23-06 | Incontro Italia-Germania Ovest limite 21 anni - 1º |
| 1968     | 47"0   | Trieste       | 07-07 | Campionati Italiani - 2º                           |
| 1969     | 47"0   | Milano        | 29-06 | Campionati Italiani - 3º                           |
| 1970     | 47"0   | Milano        | 21-06 | Campionati Regionali Lombardi - 1º                 |
| 1970     | 47"0   | Milano        | 01-07 | Meeting Internazionale in notturna - 1º            |
| 1970     | 47"0   | Roma          | 15-07 | Campionati Italiani - 1º                           |
| 1968     | 47"1   | Reggio Emilia | 09-06 | Trofeo provincia di Reggio Emilia - 1º             |
| 1968     | 47"2   | Roma          | 18-05 | Memorial Zauli Internazionale - 1º                 |
| 1966     | 47"3   | Modena        | 23-07 | Triangolare Italia-Ungheria-Svizzera - 1º          |
| 1968     | 47"4   | Roma          | 11-09 | Triangolare Italia-Svezia-Romania - 2º             |

Vanta inoltre altre 6 prestazioni sotto i 48" e non meno di ulteriori 12 prestazioni entro i 48"5

## Palmarès
| Anno | Manifestazione          | Sede              | Evento                | Risultato   | Prestazione | Note                    |
| ---- | ----------------------- | ----------------- | --------------------- | ----------- | ----------- | ----------------------- |
| 1966 | Europei                 | Budapest          | 400 metri piani       | elim. batt. | 48"2        |                         |
| 1966 | Europei                 | Budapest          | Staffetta 4×400 metri | 6º          | 3'06"5      | Record nazionale        |
| 1967 | Giochi del Mediterraneo | Tunisi            | Staffetta 4×400 metri | Oro         | 3'12"6      |                         |
| 1968 | Giochi olimpici         | Città del Messico | Staffetta 4×400 metri | 7º          | 3'04"64     | Record nazionale        |
| 1969 | Europei                 | Atene             | Staffetta 4×400 metri | 5º          | 3'04"1      | Record nazionale        |
| 1970 | Coppa Europa            | Sarajevo          | Staffetta 4×400 metri | 4º          | 3'08"3      | Semifinale Coppa Europa |
| 1970 | Coppa Europa            | Stoccolma         | Staffetta 4×400 metri | 7º          | 3'12"2      |                         |
| 1970 | Coppa Europa            | Stoccolma         | 400 metri             | 7º          | 47"6        |                         |
| 1970 | Universiadi             | Torino            | Staffetta 4×400 metri |             | 3'08"3      |                         |
| 1970 | Universiadi             | Torino            | 400 m                 | Semifinale  | 47"4        |                         |

## Campionati nazionali
- 1 volta campione italiano assoluto dei 400 metri piani (1970)
- 6 volte campione italiano assoluto della staffetta 4×400 metri (1967-1968-1969-1970-1971-1972)
- 1 volta campione italiano assoluto della staffetta 4×800 metri (1970)
- 1 volta campione italiano assoluto della staffetta 3×1-2-3 giri indoor (1970)

1966
- Argento ai campionati italiani assoluti, 400 m - 47"5

1967
- Oro ai campionati italiani assoluti, 4×400 m - 3'13"9 - Foot Ball Club Lilion Snia Varedo (Palaro, Bianchi, Fusi, Bello)

1968
- Oro ai campionati italiani assoluti, 4×400 m - 3'17"6 - Foot Ball Club Lilion Snia Varedo (Reggiani, Bianchi, Fusi, Bello)
- Argento ai campionati italiani assoluti, 400 m - 47"0

1969
- Oro ai campionati italiani assoluti, 4×400 m - 3'12"8 - Foot Ball Club Lilion Snia Varedo (Trachelio, Bianchi, Fusi, Bello)
- Bronzo ai campionati italiani assoluti, 400 m - 47"0

1970
- Oro ai campionati italiani assoluti di atletica leggera indoor, staffetta 3×1-2-3 giri - 2'28"21 - Lilion Snia (Preatoni, Fusi, Trachelio)
- Oro ai campionati italiani assoluti, 400 metri piani - 47"0
- Oro ai campionati italiani assoluti, 4×400 m - 3'13"9 - Lilion Snia (Trachelio, Bianchi, Marinone, Fusi)
- Oro ai campionati italiani assoluti, staffetta 4×800 metri - 7'39"2 - Lilion Snia (Castelli, Mavaracchio, Fusi, Trachelio)

1971
- Oro ai campionati italiani assoluti, 4×400 m - 3'11"2 - Lilion Snia (Castelli, Bianchi, Fusi, Bello)

1972
- Oro ai campionati italiani assoluti, 4×400 m - 3'15"5 - Lilion Snia (Borghi, Fusi, Bello, Trachelio)